# Withlako
Withlako (od wi-łako, 'great water'; Osceola's Town, Powells town), nekadašnje selo Seminole Indijanaca. Nalazilo se (1835.) četiri milje (6.5 km) od Clinch's battle grounda u današnjem okrugu Hernando na Floridi.
Uništili su ga Amerikanci 1836. godine. Bilo je poznato i kao Osceolin grad.